# John Owen (schaker)
John Owen (Marchington, 8 april 1827 -  Twickenham, 24 november 1901) was een Engelse schaker.

## Biografie
Owen werd geboren in Marchington, een klein dorp in Engeland. Hij deed zijn opleiding aan de Repton School in Derbyshire. In 1850 studeerde hij af aan het Trinity College en drie jaar later behaalde hij zijn MA in Cambridge. Hij werd gewijd door de Kerk van Engeland in 1851 en diende als vicaris van Hooton, Cheshire, van 1862 tot zijn pensionering in 1900. Hij stierf in Twickenham.

### Schaakleven
In 1858 won Owen een schaakpartij van Paul Morphy, toen 's werelds beste schaker. Naar aanleiding hiervan werd een tweekamp tussen beide schakers georganiseerd. Owen verloor de tweekamp met 6-1, zonder een partij te winnen. In het Londen-toernooi in 1862 behaalde hij de derde plek. Hij eindigde toen voor wereldkampioen Wilhelm Steinitz. De winnaar was Adolf Anderssen en als tweede eindigde Louis Paulsen. 
Owen presteerde heel goed op Britse toernooien. Hij heeft echter nooit deelgenomen aan een toernooi buiten Groot-Brittannië. Owen heeft ook een eigen opening, de Owen-verdediging. Dit is een opening die hij vaak speelde en begint met 1.e4 b6. Deze opening speelde hij ook in de partij die hij won tegen Morphy. 